# Forever, Michael
Forever, Michael é o quarto álbum de estúdio lançado por Michael Jackson pela Motown como parte de um acordo de rescisão de contrato em 1975]. O grupo Jackson 5, formado pelo cantor e quatro irmãos, estava deixando a gravadora e assinaria com a Epic para conquistar o direito de compor e produzir as próprias canções. Devido às circunstâncias do momento, o álbum deixou de ser prensado em uma dezena de países e sofreu os efeitos de uma publicidade pouca e deficiente.
Em 1974, o Jackson 5 havia retornado ao topo das paradas com os sucessos "Get It Together" e "Dancing Machine", parcialmente devido à insistência do pai e empresário] do grupo, Joe Jackson, para que a Motown incorporasse o funk ao som dos irmãos . A fórmula, apesar de bem-sucedida, não foi adotada em Forever, Michael, um álbum produzido essencialmente pelos irmãos Edward e Brian Holland, responsáveis por canções das Supremes ("Stop! In the Name of Love") e Four Tops ("I Can't Help Myself").
Nos Estados Unidos, duas das dez faixas do álbum foram lançadas como compacto: "We're Almost There" e "Just A Little Bit Of You". No Reino Unido, como na maioria dos países Europeus, nenhuma das canções de Forever, Michael chegou às lojas. O terceiro compacto americano, "One Day In Your Life", terminou cancelado. No Brasil, a faixa foi lançada às rádios e acabou como um dos maiores sucessos da carreira de Michael, depois de entrar para a trilha-sonora da novela Cuca Legal, da Rede Globo.
Com o sucesso internacional do álbum Off the Wall pela Epic em 1980, a Motown deu nova chance à música em 1981, levando às lojas um compacto de "One Day In Your Life" seis anos depois do lançamento original. A canção se tornou o primeiro compacto do astro a chegar ao topo das listas no Reino Unido e conquistou a posição máxima também na África do Sul, Bélgica, Irlanda e Holanda. O sucesso levou ao subseqüente lançamento de "We're Almost There" em vários países Europeus.

## Faixas
1. "We're Almost There" (Holland/Holland)
2. "Take Me Back" (Holland/Holland)
3. "One Day In Your Life" (Armand/Brown)
4. "Cinderella Stay Awhile" (Sutton)
5. "We've Got Forever" (Willensky)
6. "Just A Little Bit Of You" (Holland/Holland)
7. "You Are There" (Brown/Meitzenheimer/Yarian)
8. "Dapper Dan" (Ousley)
9. "Dear Michael" (Davis/Willensky)
10. "I'll Come Home To You" (Perren/Yarian)

## Desempenho de mercado

### O Álbum
O álbum Forever, Michael estreou entre os mais vendidos dos Estados Unidos um mês após o lançamento original, em fevereiro de 1975. Não passou do 101º lugar. Quando relançado, em 1981, sob o nome "One Day In Your Life", estagnou na 144ª posição, totalizando 19 semanas na lista. No Reino Unido, o álbum só apareceu nas listas quando relançado, atingindo o 29º lugar.
Confira a relação completa na Lista de álbuns de Michael Jackson.

### Compactos
Como é tradição na estratégia de vendas da Motown, os compactos recebem maior atenção e publicidade da gravadora. Normalmente, acabam vendendo muito mais do que os álbuns de que fazem parte. Dados da Motown de 1995 apontam para vendas de 5 milhões de cópias do compacto "One Day In Your Life" no mundo e de 403 mil de "We're Almost There".

#### Estados Unidos
1. 1 de março de 1975 :: #54 :: 08 :: We're Almost There;
2. 7 de junho de 1975 :: #23 :: 12 :: Just A Little Bit Of You;
3. 18 de abril de 1981 :: #55 :: 07 :: One Day In Your Life;

#### Reino Unido
1. 23 de maio de 1981 :: #01 :: 14 :: One Day In Your Life (por 2 semanas);
2. 1 de agosto de 1981 :: #46 :: 04 :: We're Almost There;

Obs.: na primeira coluna, a data de estréia do compacto na lista dos mais vendidos; na segunda, a posição máxima alcançada; na terceira, o número de semanas na lista; por fim o nome do compacto e, naqueles que atingiram a primeira posição, entre parênteses, quantas semanas estiveram no topo.
Confira a relação completa na Lista de singles de Michael Jackson.

## Curiosidades
- Jackson tinha 16 anos quando gravou e lançou Forever, Michael.
- A canção "One Day In Your Life" já foi regravada 54 vezes, segundo dados da indústria da música dos Estados Unidos. A versão mais famosa, além da original, é a de Johnny Mathis em 1975.
- Curiosamente, Michael canta "eu serei o rei das pistas de dança" na faixa "Dapper Dan", uma das poucas canções dançantes do álbum. Dez anos depois, seriam poucos os clubes que deixariam passar uma noite sem tocar sucessos como "Billie Jean" e "Beat It".
- O compositor e produtor Hal Davis escreveu "Dear Michael" especialmente para o astro, unindo trechos de cartas enviadas por fãs a Jackson durante o ano anterior, 1974.
- A faixa "Just A Little Bit Of You" foi o primeiro sucesso de Michael nas pistas de dança norte-americanas, chegando à 10ª posição entre as preferidas nas discotecas.